# Pont du Bourg
Le Pont du Bourg (Puente del Burgo) est un pont médiéval, bâti sur un pont plus ancien d'origine romaine, qui traverse le fleuve Lérez dans la ville de Pontevedra, en Espagne. Il se trouve sur le parcours du Camino portugués de pèlerinage à Saint-Jacques-de-Compostelle au nord du centre historique de Pontevedra et au sud du quartier O Burgo. Entre les arcs au-dessus des piliers sont sculptées les célèbres coquilles de pèlerin en pierre.

## Histoire
Le pont médiéval actuel est l'héritier du premier pont romain sur lequel passait la voie romaine XIX selon l'itinéraire d'Antonin. Ce pont existait encore au XIIe siècle mais il était en ruine. Il est resté pendant très longtemps le seul point de passage du Lérez sur le camino portugués de pèlerinage.
Les premières références au pont actuel datent de 1165, lorsque le roi Ferdinand le Catholique de León et le roi Alphonse Ier (roi de Portugal) ont signé la Paix de Lérez dans le super flumen Lerice in vetula ponte, désignant le vieux pont romain comme étant le vieux pont. Au XVe siècle, le pont a 15 arches, perdant une arche quand une nouvelle digue a été construite pour augmenter la profondeur du port.

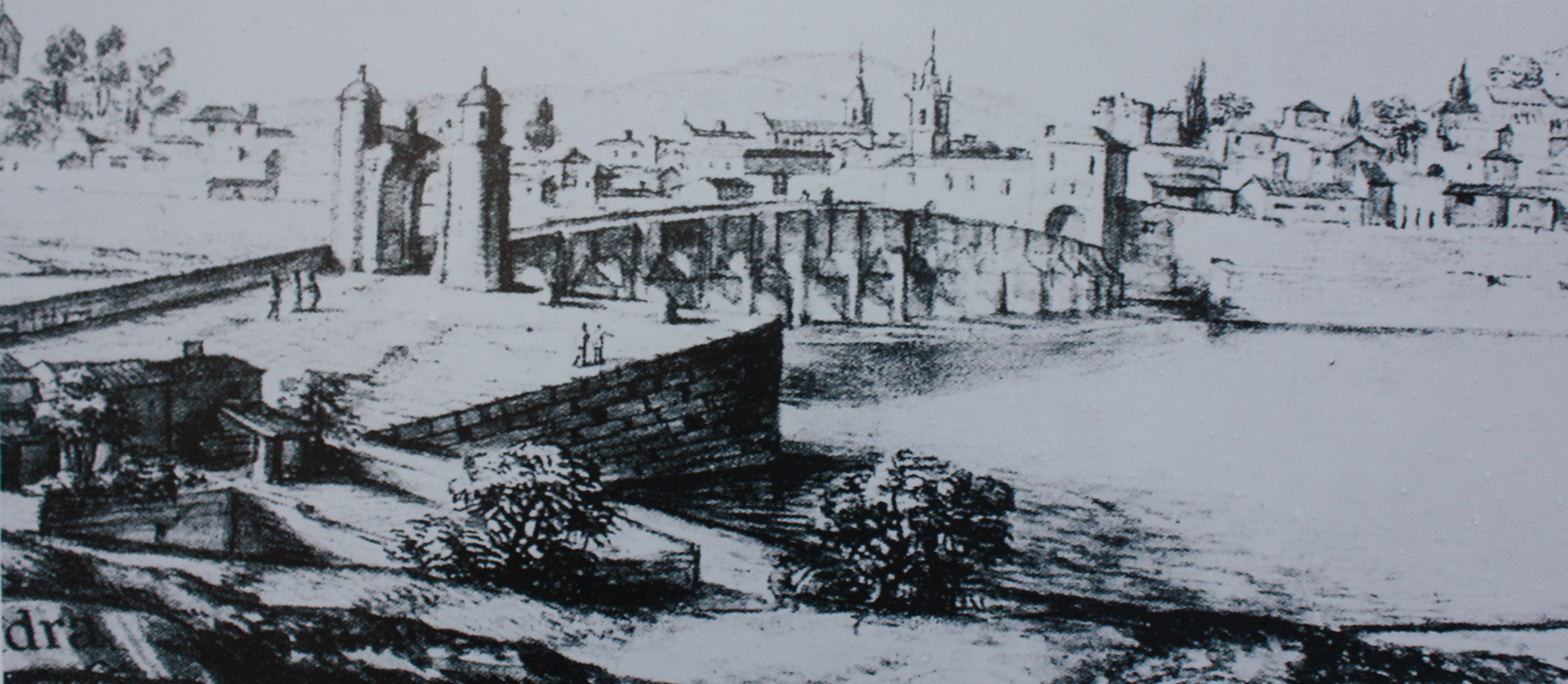
Pont du Bourg en 1669 d'après une illustration de Pier Maria Baldi.

Au XVIe siècle, le pont avait deux tours défensives, une de chaque côté du fleuve, celle la plus proche de la ville étant reliée aux remparts de Pontevedra et annexée à l'ancienne prison comme le montrent les dessins de Pier Maria Baldi et Celso Garcia de la Riega. Le 26 novembre 1646, une énorme crue du Lérez faillit faire s'écrouler le pont. Les tours ont été détruites par les Anglais en 1719. L'une d'entre elles a été reconstruite mais elle a disparu définitivement en 1805. Au centre il y avait un calvaire qui, au milieu du XIXe siècle, a  été déplacé à proximité de la place Alonso de Fonseca, à côté de la Basilique Sainte-Marie Majeure. A cette époque, le pont ne comptait que 12 arches visibles. Le pont se trouve sur le blason de la ville avec sa tour et son calvaire.
La première grande rénovation du pont a été entreprise en 1886 sous la direction de l'ingénieur Prudencio Guadalfajara pour sa réparation et son élargissement. En 1890, le parapet de pierre a été enlevé et un garde-corps métallique a été installé.
Entre 1953 et 1954, une rénovation et un élargissement importants ont été effectués, avec deux voies pour les véhicules et des trottoirs des deux côtés pour les piétons. L'idée de recouvrir les trottoirs a également été envisagée, ce qui n'a finalement pas été fait par manque de budget. Les coquilles Saint-Jacques sculptées entre les arches étaient une œuvre commandée en 1950 à Raymundo Vazquez et réalisée par l'un de ses tailleurs de pierre.
En 1988, des plates-formes en béton ont été construites pour le prolongement de l'avenue Buenos Aires, soutenues par des piliers, qui ont caché le 11e arc du pont en dessous. Au cours des fouilles, la célèbre borne milliaire d'Hadrien, datée de 134 après J.-C., a été découverte.
En 2006, une fouille archéologique a mis au jour les arches numéro 14 et 15 du pont et la jetée du port du XVe siècle avec un arc brisé aveugle. Lors des fouilles, les archéologues ont trouvé deux bornes milliaires, l'une dédiée à l'empereur Maximin II du IVe siècle et l'autre à l'époque de l'empereur Nerva du Ier siècle.

### Piétonnisation
À la mi-2019, les travaux de piétonnisation complète du pont ont commencé et ont été achevés en 2020, avec l'installation d'un nouvel éclairage nocturne du pont,. Grâce à cette rénovation, un nouveau revêtement en granit a été mis en place et l'ancien garde-fou a été enlevé et remplacé par un nouveau,,.

## Description
Il s'agit d'un pont piéton en arc en pierre qui a subi des remaniements à différentes époques. Réalisé en granit, il se compose de onze arcs en plein cintre surbaissés. Le pont a 10 arches visibles, des becs, un garde-corps en acier galvanisé gris de 1,10 mètre de haut  avec éclairage intégré et des coquilles Saint-Jacques en pierre ajoutées comme médaillons entre les arches au-dessus des piliers dans les années 1950.
Le pont du Bourg a une largeur de 11,2 mètres et une longueur de 158 mètres. Le pavement en pierre a incorporé en 2020 de petites lumières bleues qui marquent le camino portugués de pèlerinage à Saint-Jacques-de-Compostelle.

## Culture
À l'extrémité sud du pont, à sa confluence avec la vieille ville de Pontevedra, on peut voir un espace archéologique avec les vestiges du pont médiéval d'origine (notamment les arches 14 et 15) et du port médiéval qui avaient été enterrés par des travaux effectués au cours des siècles.